# マウリシオ・タリッコ
マウリシオ・リカルド・タリッコ（Mauricio Ricardo Taricco, 1973年3月10日 - ）は、アルゼンチン・ブエノスアイレス出身の元
サッカー選手。ポジションはディフェンダー(LB)。

## 経歴

### 現役時代
イングランド・ファーストディヴィジョンのイプスウィッチ・タウンFCに所属していた1997-98シーズンにPFA年間ベストイレブンに選出されると、1998年にプレミアリーグのトッテナム・ホットスパーFCへと移籍した。移籍後は主にレフトバックの位置でレギュラーを獲得した。
2010年から2012年までは自身が助監督を務めるブライトン・アンド・ホーヴ・アルビオンFCで兼任選手としてプレーしたのち現役引退。

### コーチ時代
2009年にトッテナム時代に同僚だったグスタボ・ポジェがブライトン・アンド・ホーヴ・アルビオンFCの監督に就任すると、自身も助監督に就任した。
以降ポジェが監督に就任したチームには同じく助監督として就任し、ポジェを支えている。